# عدو الناس
يستخدم مصطلح عدو الناس من قبل الطبقة الحاكمة لوصف مجموعة المعارضين السياسيين. يشير المصطلح إلى أنه من خلال معارضة الطبقة الحاكمة يصبح هؤلاء (الأعداء) يعملون ضد المجموعات الأكبر (ضد المجتمع ككل). المصطلح مشابه لفكرة (عدو الدولة). نشأ هذا المصطلح في العصر الروماني في اللغة اللاتينية: (hostis publicus) وترجم إلى اللغة الإنجليزية تحت عنوان (عدو العامّة). استخدم المصطلح في شكله الحالي (عدو الشعب) لعدة قرون في الأدب، مثل مسرحية هنريك إبسن تحت عنوان (عدو الشعب) في عام 1882، أو مسرحية (كريولانس) التي كتبها ويليام شكسبير في عام 1605. يستخدم هذا المصطلح حاليًا كإشارة إلى اسلوب اللغة السوفييتية.

## أصل المصطلح
يعود المصطلح إلى العصر الروماني عندما أعلن مجلس الشيوخ الروماني الإمبراطور نيرون عدوًا للشعب في عام 68 ميلادي.
اُستخدم مصطلح عدو الشعب بشكل كبير خلال الثورة الفرنسية. قال روبسبيار في 25 كانون الأول عام 1793: «إنَّ الحكومة الثورية تضمن للمواطن الصالح كل الحماية، ولكنها لن تضمن أي شيء سوى الموت لأعداء الشعب»، وسع قانون 22 برييريال (الشهر التاسع في التقويم الفرنسي) في عام 1794 سلطة المحكمة الثورية لتشمل معاقبة (أعداء الشعب) بسبب بعض الجرائم السياسية بعقوبة الإعدام، تضمن ذلك «نشر أخبار كاذبة لتفريق الشعب أو إثارة الفوضى».

## الدول الماركسية اللينينية

### الاتحاد السوفييتي
استخدم الاتحاد السوفييتي هذا المصطلح على نطاق واسع لأنه تناسب بشكل جيد مع فكرة أنّ الشعب هو المسيطر. استخدم فلاديمير لينين هذا المصطلح بعد وصوله بفترة وجيزة إلى السلطة ضمن المرسوم الصادر في 28 تشرين الثاني عام 1917:
استخدمت مصطلحات أخرى مماثلة أيضًا:
- عدو للعمال.
- عدو البروليتاريا.
- عدو الطبقة.

تم إضفاء طابع الرسمية على مصطلح (عدو العمال) بشكل خاص في المادة 58 من قانون العقوبات الروسي والمواد المشابهة له في دساتير الجمهوريات السوفيتية الأخرى.
تم إطلاق هذا النعت في أوقات مختلفة وخاصة على: القيصر نيقولا الثاني والعائلة الإمبراطورية، على الأرستقراطيين والبرجوازيين ورجال الدين ورجال الأعمال واللاسلطويين والكولاك والملوك والمنشفية والجبهة اليهودية العامة وتيار التروتسكية وأتباع نيكولاي بوخارين (البلاشفة القدماء) والجيش والشرطة والمهاجرون والمخربون والطفيليات الاجتماعية والناس الذين أداروا وخدموا في السكك الحديدية في شرقي الصين، ولا سيما السكان الروس الذين سكنوا مدينة هاربين في الصين، والذين تم اعتبارهم من القوميين البرجوازيين (لا سيما القوميين الروس والأوكران والبيلاروس والأرمن والليتوانيين والإستونيين، وأيضًا الصهاينة واتباع الحركة البسماتشية).
يمكن سجن من يعتبر (عدوًا للشعب) أو طرده أو إعدامه ومصادرة جميع ممتلكاته. وُصِفَ أقارب من اعتبروا أعداءً للشعب بأنهم «خونة للوطن الأم» وتمت ملاحقتهم قضائيًا. وتم إرسالهم إلى معتقل سيبيرا ومعاقبتهم بالتوطين القسري في المناطق غير المأهولة أو تجريدهم من حقوق المواطنة. إن كون الشخص صديقًا لأحد أعداء الشعب يضعه موضع الشك تلقائيًا.
لم يعطى قسم كبير من (أعداء الشعب) هذا اللقب بسبب أعمالهم العدائية ضد دولة العمال والفلاحين، ولكن ببساطة بسبب أصلهم الاجتماعي أو مهنتهم قبل الثورة: أولئك الذين استغلوا العمال المأجورين، رجال الدين ذوي المراتب العليا ورجال الشرطة السابقين والتجار وما إلى ذلك. كان البعض منهم معروفًا باسم (المحرومين) بسبب حرمانهم بموجب الدستور السوفييتي من حق التصويت. ويشمل ذلك تلقائيًا الحرمان من مختلف المزايا الاجتماعية.
أضيف البند (20 A) في عام 1927 للمادة 20 من الجزء العام لقانون العقوبات والتي تضمنت قائمة (مقايس الدفاع الاجتماعي): «الإعلان عن أنَّ من يكون عدوًا للعمال يُحرم من الحق الجمهوري للمواطنة وبالتالي يحرم من جنسية الاتحاد السوفييتي مع الطرد الإلزامي من أراضيها». ومع ذلك فقد عانى معظم (أعداء الشعب) في معسكرات العمل بدلًا من النفي خارج البلاد.
دعا خليفة ستالين نيكيتا خروتشوف في خطابه عام 1956 والذي شجب فيه عبادة ستالين للشخصية إلى وضع حد لاستخدام هذا المصطلح، مشيرًا إلى أنَّ (صيغة) عدو الشعب قد تم تقديمها بشكل خاص لغرض الإبادة والتصفية لهؤلاء الأفراد الذين اختلفوا مع ستالين. انتشر المصطلح لعقود بعد ذلك وكان مدمرًا في استخدامه خلال حكم ستالين، لم يرغب أحد في روسيا باستخدامه. باستثناء خلال الحديث عن التاريخ والنكات. وذلك وفقًا لوليم توبمان مؤلِّف سيرة حياة خروتشوف.
عاد هذا المصطلح إلى الخطاب العام الروسي في أواخر عام 2000 عن طريق عدد من السياسيين القوميين والموالين للحكومة (أبرزهم رمضان قديروف) الذي يدعو إلى إعادة النهج السوفييتي لمصطلح (أعداء الشعب) من خلال لقب (المعارضة غير النظامية).

### الصين
قال ماو تسي تونغ في خطابه عام 1957 حول معالجة التناقضات بشكل صحيح بين الناس: «نعتبر في المرحلة الحالية ضمن فترة بناء الاشتراكية أنَّ الطبقات والمجموعات الاجتماعية التي تؤيد وتدعم وتعمل من أجل قضية البناء الاشتراكي مصنفة ضمن فئة الشعب، بينما تصنف القوى والجماعات التي تعارض الثورة الاشتراكية وتعادي البناء الاشتراكي أو تسعى لتخريبه أعداء للشعب». ذلك وفقًا لفيليب شورت مؤلف كتابات السير الذاتية لماو ولزعيم حزب الخمير الحمر الحاكم في كمبوديا بول بوت، نادرًا ما يستخدم الشيوعيون الصينيون والكمبوديون في الصراعات السياسية الداخلية عبارة (عدو الشعب) لأنها كانت قومية جدًا، واعتبروها اجنبية.

## ألمانيا النازية
كتبت صحيفة دير شتورمر النازية فيما يتعلق بالخطة النازية لإعادة توطين جميع اليهود في مدغشقر أن: «اليهود لا يريدون الذهاب إلى مدغشقر، لا يمكنهم تحمل المناخ هناك. إن اليهود آفات ناشرة للأمراض. يعيشون وينتشرون في أي بلد يسكنونه، يسببون نفس الآثار التي تسببها الجراثيم على الجسم البشري. كان الناس والقادة العاقلون في الأوقات السابقة يستهدفون أعداء الشعب، وقد طردوهم أو قتلوهم».

## الولايات المتحدة الأمريكية خلال ستينات القرن العشرين
عُرفت بعض المنظمات اليسارية مثل حزب الفهود السود ومنظمة الطلاب من أجل مجتمع ديمقراطي باستخدام هذا المصطلح في الولايات المتحدة خلال ستينيات القرن الماضي. على سبيل المثال: وصف زعيم الفهود السود هيوي نيوتن اثنين آخرين من أعضاء الحزب في أحد الخلافات بين الأحزاب في شباط عام 1971 بأنهم (أعداء الشعب) وذلك لأنهم يعرّضون قادة الحزب وأعضائه للخطر.

## الاستخدام خلال العقد الثاني من القرن الحادي والعشرين

### المملكة المتحدة
انتُقدت صحيفة ديلي ميل عقب الاستفتاء على عضوية الاتحاد الأوروبي بسبب وضعها عنوان رئيسي يصف القضاة الذين حكموا في (قضية ميلر) بـ (أعداء الشعب) لإصدارهم حكمًا أنّ عملية مغادرة الاتحاد الأوروبي (أي المادة رقم 50) تتطلب موافقة البرلمان البريطاني. كانت إدارة ماي تأمل في استخدام الصلاحيات الملكية لتجاوز الموافقة البرلمانية. دمرت الصحيفة شخصية وسمعة جميع القضاة المتورطين في الحكم (اللورد توماس كبير القضاة، السير تيرينس إثرتون، واللورد سيلز) ووصل أكثر من 1000 شكوى إلى منظمة معايير الصحافة المستقلة. أصدرت وزيرة الدولة للعدل إليزابيث تروس بيانًا دافعت من خلاله عن استقلال القضاء ونزاهته، ورأى البعض ذلك غير كافيًا بسبب تأخر الاستجابة والفشل في إدانة الهجمات الصحفية.

### الولايات المتحدة الأمريكية
أعلن رئيس الولايات المتحدة الأمريكية دونالد ترامب على تويتر بتاريخ 17 شباط 2017 أنَّ كل من صحيفة (نيويورك تايمز) و (إن بي سي نيوز) و (أيه بي سي) و (سي بي إس) و (سي إن إن) كانت تنشر أخبارًا مزيفة وأنها (عدو الشعب الأمريكي). كرر ترامب التأكيد في 24 شباط في مؤتمر العمل السياسي المحافظ قائلاً: «ذكرت منذ أيام قليلة أنَّ الأخبار المزيفة هي عدو الشعب. وهؤلاء هم عدو الشعب». خصّ ترامب في رالي 25 حزيران عام 2018 في جنوب كارولينا الصحفيين بوصفهم: «المراسلين المزيفين» ودعاهم مرة أخرى بِـ«عدو الشعب». ربط بعض المعلقين هذه التصريحات بإطلاق النار في مكتب صحفي في جريدة في مدينة أنابوليس بولاية ماريلاند والتي حدثت بعد عدة أيام فقط في 28 حزيران. قال ترامب في 19 تموز عام 2018 عقب رد الفعل الذي انتقد اجتماعه مع الرئيس الروسي فلاديمير بوتين في 15 تموز 2018 في مدينة هلسنكي في فنلندا: «حققت القمة مع روسيا نجاحًا كبيرًا، إلا بالنسبة لعدوِّ الشعب الحقيقي وهو وكالات الإعلام المزيفة». وأشارت صحيفة نيويورك تايمز إلى استخدام ترامب لهذه العبارة خلال (النقد بقوة كبيرة) وقد استخدم المصطلح من قبل في الدعاية النازية والسوفييتية.
انتقدت مؤسسات دولية متعددة مثل الأمم المتحدة ولجنة الدول الأمريكية لحقوق الإنسان ترامب في 2 آب 2018 بعد أن قام بنشر أنَّ: «وسائل الإعلام المزيفة هي عدو الشعب الأمريكي» بسبب هجماته على الصحافة الحرة. وافق مجلس الشيوخ الأمريكي بالإجماع في 16 آب 2018 على قرار يؤكد أن الإعلام ليس (عدوَّ الشعب). جاء ذلك بعد عدة أيام من قيام أكثر من 350 مؤسسة إعلامية بإعلان معارضتها لهجمات ترامب المتكررة على الصحافة. وقد اعتبر القرار الذي «يعيد تأكيد الدور الحيوي الذي لا غنى عنه للصحافة الحرة» بمثابة توبيخ رمزي لترامب. مرت الموافقة الصوتية بالإجماع حيث لم يتم حساب أصوات أعضاء مجلس الشيوخ بشكل فردي.
في أحد الأحداث التي ربما تكون مرتبطة بتصريحات ترامب: اُتُّهِمَ رجل من ولاية كاليفورنيا في 29 آب بمحكمة فيدرالية: (بإجراء اتصالات تهديدية) لاتصاله بقسم الأخبار في صحيفة بوسطن غلوب 14 مرة بين 10 و 22 آب واصفًا الصحيفة بـ (عدو الشعب) وهدد بقتل الصحفيين. اتهم الرجل بأنه قال خلال اتصاله بتاريخ 16 آب: «أنتم أعداء الشعب، وسنقتل كل شخص منكم، سأطلق النار على رؤوسكم اليوم في الساعة الرابعة». غرد ترامب في 9 كانون الأول: «لقد حققت إدارة ترامب إنجازات أكثر من أي إدارة أمريكية أخرى في أول سنتين من سنوات وجودها، ونحن نحظى بوقت رائع عندما نفعل ذلك، ذلك بالرغم من وجود وكالات الإعلام المزيفة والتي فقدت عقلها تمامًا، إنهم حقًا أعداء الشعب!».